# Morti nel 2002/Agosto
| Questa pagina contiene informazioni ricavate automaticamente dalle voci biografiche con l'ausilio del template Bio e di un bot. L'aggiornamento è periodico e automatico e ricostruisce completamente la pagina. Se manca una persona in questa lista, sei pregato di non aggiungerla, ma accertati piuttosto che la sua voce biografica contenga il template Bio e che i dati anagrafici siano correttamente compilati. Se il template Bio manca, inseriscilo tu stesso o, in alternativa, metti l'avviso {{tmp\|Bio}} che ne segnala la mancanza. Se i dati riportati sono sbagliati, correggi direttamente la voce biografica; le modifiche saranno visibili in questa lista entro pochi giorni. Per chiarimenti vedi il progetto biografie. La lista contiene solo le 112 persone che sono citate nell'enciclopedia e per le quali è stato implementato correttamente il template Bio. Pagina aggiornata al 2 giu 2025. |

- 1º agosto - John McIntosh Bruce, scrittore e aviatore britannico (n. 1923)
- 1º agosto - Theodore Bruce, lunghista australiano (n. 1923)
- 1º agosto - Maria Pia Dal Canton, politica italiana (n. 1912)
- 1º agosto - Adolf Glunz, militare e aviatore tedesco (n. 1916)
- 1º agosto - Pentti Palkoaho, cestista finlandese (n. 1933)
- 2 agosto - Manfred Braschler, calciatore svizzero (n. 1958)
- 2 agosto - Magda László, soprano ungherese (n. 1912)
- 2 agosto - Joseph Aloysius Sullivan, funzionario statunitense (n. 1917)
- 5 agosto - Francisco Coloane, scrittore cileno (n. 1910)
- 5 agosto - Josh Ryan Evans, attore statunitense (n. 1982)
- 5 agosto - František Fait, calciatore cecoslovacco (n. 1906)
- 5 agosto - Chick Hearn, telecronista sportivo statunitense (n. 1916)
- 5 agosto - Franco Lucentini, scrittore e traduttore italiano (n. 1920)
- 6 agosto - Jim Crawford, pilota automobilistico britannico (n. 1948)
- 6 agosto - Edsger Dijkstra, informatico olandese (n. 1930)
- 6 agosto - Splinter Johnson, cestista statunitense (n. 1920)
- 6 agosto - Jean Sauvagnargues, politico francese (n. 1915)
- 7 agosto - Luciano Benevene, cantante italiano (n. 1925)
- 7 agosto - Guido Guglielmi, critico letterario e italianista italiano (n. 1930)
- 7 agosto - Birthe Lemberg, pallamanista e cestista danese (n. 1925)
- 8 agosto - Ercole Ugo D'Andrea, poeta italiano (n. 1937)
- 8 agosto - Reiner Geye, calciatore tedesco occidentale (n. 1949)
- 8 agosto - Bertold Hummel, compositore tedesco (n. 1925)
- 8 agosto - Bernhard Neutsch, archeologo tedesco (n. 1913)
- 8 agosto - Michail Perl'man, ginnasta sovietico (n. 1923)
- 8 agosto - Charles Poletti, militare e politico statunitense (n. 1903)
- 9 agosto - Ruud van Feggelen, pallanuotista e allenatore di pallanuoto olandese (n. 1924)
- 9 agosto - Jake Fendley, cestista statunitense (n. 1929)
- 9 agosto - Meredith Gardner, linguista statunitense (n. 1912)
- 9 agosto - Al Grenert, cestista e allenatore di pallacanestro statunitense (n. 1919)
- 9 agosto - Roberto Guzmán, attore messicano (n. 1936)
- 9 agosto - Trần Độ, generale, politico e rivoluzionario vietnamita (n. 1923)
- 9 agosto - Paul Samson, chitarrista, cantante e produttore discografico britannico (n. 1953)
- 10 agosto - Silvana Fioresi, cantante italiana (n. 1920)
- 10 agosto - Kristen Nygaard, informatico, matematico e politico norvegese (n. 1926)
- 10 agosto - René Queyroux, schermidore francese (n. 1927)
- 10 agosto - Doris Wishman, regista, sceneggiatrice e produttrice cinematografica statunitense (n. 1912)
- 11 agosto - Nancy Chaffee, tennista statunitense (n. 1929)
- 11 agosto - Gaetano Conti, calciatore italiano (n. 1919)
- 11 agosto - Jiří Kolář, artista, poeta e scrittore ceco (n. 1914)
- 11 agosto - Viktor Vlasov, cestista sovietico (n. 1925)
- 12 agosto - Marco Biassoni, disegnatore e umorista italiano (n. 1930)
- 12 agosto - Ferruccio Fölkel, scrittore, poeta e curatore editoriale italiano (n. 1921)
- 12 agosto - Daun Kennedy, attrice e modella statunitense (n. 1922)
- 12 agosto - John Haddon Leith, teologo e pastore protestante statunitense (n. 1919)
- 12 agosto - Knud Lundberg, calciatore, cestista e pallamanista danese (n. 1920)
- 12 agosto - Étienne Trocmé, biblista e teologo francese (n. 1924)
- 13 agosto - Albert van de Weghe, nuotatore statunitense (n. 1916)
- 14 agosto - Mary Heeley, tennista britannica (n. 1911)
- 14 agosto - Elisabeth Grasser, schermitrice austriaca (n. 1904)
- 14 agosto - Larry Rivers, artista, musicista e regista statunitense (n. 1923)
- 14 agosto - Peter R. Hunt, regista britannico (n. 1925)
- 14 agosto - Kyle Rote, giocatore di football americano statunitense (n. 1928)
- 14 agosto - Dave Williams, cantante statunitense (n. 1972)
- 15 agosto - Renato Ballarin, politico italiano (n. 1919)
- 15 agosto - Alberto Bertuccelli, calciatore italiano (n. 1924)
- 15 agosto - Paolo Foglia, italiano (n. 1967)
- 15 agosto - Jean Stengers, storico belga (n. 1922)
- 16 agosto - Jeff Corey, attore e insegnante statunitense (n. 1914)
- 16 agosto - Martin Deutsch, fisico austriaco (n. 1917)
- 16 agosto - Aldo Giuntoli, politico italiano (n. 1914)
- 16 agosto - Anton Guadagno, direttore d'orchestra italiano (n. 1923)
- 16 agosto - Abu Nidal, attivista, politico e terrorista palestinese (n. 1937)
- 17 agosto - Valentin Nikolaevič Pluček, regista sovietico (n. 1909)
- 18 agosto - Bertil Ericsson, calciatore svedese (n. 1908)
- 18 agosto - Jože Pogačnik, linguista e critico letterario sloveno (n. 1933)
- 18 agosto - Dean Riesner, sceneggiatore statunitense (n. 1918)
- 18 agosto - Giorgio Trebbi, architetto italiano (n. 1926)
- 19 agosto - Antonio Barrios, allenatore di calcio spagnolo (n. 1910)
- 19 agosto - Eduardo Chillida, scultore spagnolo (n. 1924)
- 19 agosto - Irving Copi, filosofo e logico statunitense (n. 1917)
- 19 agosto - Otto Wüst, vescovo cattolico svizzero (n. 1926)
- 20 agosto - Wesley Bennett, cestista statunitense (n. 1913)
- 21 agosto - Alex Clariño, cestista filippino (n. 1956)
- 21 agosto - Adelina Domingues, supercentenaria capoverdiana (n. 1888)
- 21 agosto - Elio Fiore, poeta italiano (n. 1935)
- 21 agosto - Mario Pitocco, pittore italiano (n. 1931)
- 21 agosto - Bror Rexed, neuroscienziato svedese (n. 1914)
- 21 agosto - Mohamed Tarabulsi, sollevatore libanese (n. 1950)
- 22 agosto - Mikayıl Abdullayev, pittore azero (n. 1921)
- 22 agosto - Zygmunt Koralewski, vescovo vetero-cattolico polacco (n. 1936)
- 22 agosto - Richard Lippold, scultore statunitense (n. 1915)
- 23 agosto - Anthony Stafford Beer, matematico inglese (n. 1926)
- 23 agosto - Wayne Simmons, giocatore di football americano statunitense (n. 1969)
- 24 agosto - Thomas Brown, politico statunitense (n. 1917)
- 24 agosto - Cornelis Johannes van Houten, astronomo olandese (n. 1920)
- 24 agosto - Luciano Mencaraglia, politico italiano (n. 1915)
- 24 agosto - Bengt Söderström, pilota di rally svedese (n. 1933)
- 25 agosto - Per Anger, diplomatico svedese (n. 1913)
- 26 agosto - Thomas Gordon, psicologo statunitense (n. 1918)
- 26 agosto - Mike Perry, allenatore di pallacanestro statunitense (n. 1939)
- 26 agosto - Georg Werner, nuotatore svedese (n. 1904)
- 27 agosto - Tatjana Karumnaitė, cestista lituana (n. 1920)
- 27 agosto - Giovanni Motzo, giurista italiano (n. 1930)
- 27 agosto - Giovanna Sandri, artista, pittrice e poetessa italiana (n. 1923)
- 27 agosto - Crew Stoneley, velocista britannico (n. 1911)
- 27 agosto - Emmanuel Thoma, ciclista su strada belga (n. 1917)
- 27 agosto - Ireneo Vinciguerra, politico e medico italiano (n. 1920)
- 28 agosto - Philippe Artias, pittore e ceramista francese (n. 1912)
- 28 agosto - Rudolf Schnackenburg, biblista, teologo e presbitero tedesco (n. 1914)
- 29 agosto - Lance Macklin, pilota automobilistico britannico (n. 1919)
- 29 agosto - Paul Tripp, compositore, paroliere e scrittore statunitense (n. 1911)
- 30 agosto - Biagio Brancato, pittore, scultore e incisore italiano (n. 1921)
- 30 agosto - Andy Johnson, cestista statunitense (n. 1932)
- 30 agosto - Sharif Zaid Ibn Shaker, generale e politico giordano (n. 1934)
- 30 agosto - J. Lee Thompson, regista, sceneggiatore e produttore cinematografico britannico (n. 1914)
- 31 agosto - Lionel Hampton, vibrafonista e percussionista statunitense (n. 1908)
- 31 agosto - Martin Kamen, biochimico canadese (n. 1913)
- 31 agosto - Joe McCluskey, siepista statunitense (n. 1911)
- 31 agosto - Farhad Mehrad, cantautore, cantante e musicista iraniano (n. 1944)
- 31 agosto - George Porter, chimico britannico (n. 1920)
- 31 agosto - Samson Iosifovič Samsonov, regista cinematografico sovietico (n. 1921)